# Ammotrypane trigintae
Ammotrypane trigintae är en ringmaskart som beskrevs av Hartman 1953. Ammotrypane trigintae ingår i släktet Ammotrypane och familjen Opheliidae. Inga underarter finns listade i Catalogue of Life.